# Duende Macabro
O Duende Macabro é o apelido de vários vilões fictícios que aparecem nas histórias em quadrinhos publicados pela Marvel Comics. O primeiro Duende Macabro, Roderick Kingsley, apareceu pela primeira vez em The Amazing Spider-Man #238, e foi criado por Roger Stern e John Romita, Jr.  Durante o final dos anos 80 e a maior parte dos anos 90, a identidade de Duende Macabro foi usada exclusivamente por Jason Macendale. Em 2009, o Duende Macabro foi classificado pela IGN como o 57ª maior vilão dos quadrinhos.

## Os Duendes
- Duende Macabro (Roderick Kingsley)  ele era um estilista que adquiriu conhecimentos sobre a roupa do Duende Verde. Atualmente foi morto por Phil Urich (o duende verde heroico) e agora Urich é o novo duende macabro.
- Duende Macabro (Arnold Donovan) assassino contratado por Kingsley para matar o Homem-Aranha, porém, durante a batalha, foi ferido e, em seguida, morreu tentando dizer o nome de seu chefe.
- Duende Macabro (Flash Thompson) uma vez vestiu o uniforme do vilão, mas foi descoberto pelo Homem-Aranha.
- Duende Macabro (Ned Leeds) foi desmemoriado e feito ajudante de Roderick e se tornou o 3º Duende Macabro. Sua viúva Betty conseguiu reabilitar o nome do marido ao descobrir que ele não era o verdadeiro Duende Macabro.
- Duende Macabro (Jason Macendale) um mercenário que tomou o lugar de Duende Macabro, mas usava seus próprios equipamentos. Atendendo a vontade de Harry Osbourn, Kingsley, já irritado por Macendale virar o Duende Macabro, ele o transformou em o Duende Demoníaco.
- Duende Macabro (Shifter) antigo membro da alienígena Guarda Imperial Shi'ar.
- Duende Macabro (Phillip Urich) antes era o duende verde do bem, agora virou um vilão como o novo duende macabro.
- Duende Macabro (Wade Wilson, ou Deadpool) foi contratado pelo gênio do crime conhecido como Mago, mas errou o endereço dele e acabou pegando um trabalho para personificar o Duende Macabro.

## Personagens com Poderes Iguais/Ligações ao Duende Macabro
- Duende Verde
- Duende Cinza

## História
Um designer de moda chamado Roderick Kingsley, acidentalmente, descobriu o arsenal secreto do Duende Verde. Fascinado, ele roubou a fórmula de força e o diário do Duende. Kingsley, criou uma roupa com estilo muito assustador, e logo se autodenominou Duende Macabro. Em suas primeiras batalhas com o Homem-Aranha, Roderick quase morreu. Então, Roderick contratou um assassino chamado "Lefty" Donovan para fazer seu trabalho. Mas, Donovan acabou morrendo nas mãos do Homem-Aranha, enquanto tentou dizer o nome de Kingsley. Logo após, Ned Leeds, um dos repórteres do Clarim Diário, foi seqüestrado pelo Macabro, que logo fez uma lavagem cerebral nele. Por muitos anos, Ned Leeds foi considerado o Duende Macabro. Após, voltar de uma viagem pela Alemanha, ele se revelou como o vilão Duende Macabro. O vilão chamado Estrangeiro matou Leeds. Um mercenário conhecido como Jason Macendale tomou o lugar de Duende, com seu próprio arsenal. Roderick Kingsley, o antigo Duende, ficou irritado e procurou por Macendale. Já que por um pedido do falecido do então Duende Verde, Harry Osborn, ele teria que transformar o Novo Macabro em um demônio, assim, logo a máscara de Macendale, começou a tomar conta de seu corpo, que virou o Duende Demoníaco, mas, o filho de Kraven usando uma experiência, matou a parte demoníaca do vilão, Jason então voltou a ser o que era antes. De repente, surgiu novamente com seu uniforme de Macabro, Roderick Kingsley, o original e o incinerou, matando-o. Betty Brant, a mulher de Ned, estava tentando investigar o crime, para tentar reabilitar o nome de seu marido, quando ela descobriu o verdadeiro vilão, Roderick, ele conseguiu escapar fugindo para uma ilha do Caribe, na saga Big Time, Roderick foi morto por Phillip Urich e virou o novo duende macabro e alterou um pouco sua roupa de Duende.